# إدمان الحديث
إدمان الحديث أو فرط الحديث (بالإنجليزية: compulsive talking) هو مشكلة تتمثل في عدم قدرة المتحدث على ضبط نفسِه وشعورُه بضرورة استمراريته في الكلام وقد يصل إلى درجة تتجاوز ما هو متقبُّلٌ اجتماعيا. من أهم العوامل لوصف الشخص بأنه مُدمنٌ للحديث; التّحدّث بطريقةِِ مستمرة أو التّوقف عن الحديث فقط عندما يبدأ الطرف الآخر بالكلام، وقد يدرك الشخص بنفسه وجود مشكلة في طريقة كلامه. هناك مجموعة من السِّمات الشخصية الإيجابية الموجودة عند المصاب بإدمان الحديث، تشمل الاعتداد بالنفس، الرغبة في التواصل مع الآخرين، مهارة الاتصال المُدركَة ذاتيًا، والعُصابِيّة. وَجَدَت الدراسات أن الأشخاص مدمنو الحديثِ يكونون مُدركين لكميّة الكلام الذي يصدر عنهم، ولكنهم غير قادرين على التوقف، أو لا يرَون أنّ هناك داعِِ للتوقف عن الكلام.

## الخصائص
توصَّل الباحثان جيمس ماكروسكي (James C. McCroskey) وفيرجينيا ريتشموند (Virginia P. Richmond) من خلال بحث قاما به إلى أن الثرثرة تعتبر صفةََ جذّابة وملفتةََ للانتباه، وترتبط هذه الصفة إيجابيََا بالقيادة والقدرة على التأثير على الآخرين. ومع ذلك، لا يجب الخَلط بين الأشخاص الذين لديهم فرطٌ قهري في الكلام والأشخاص الذين يحبّون الحديث كثيرََا، والتفريق بين كمية الكلام التي تصدر عن كل فئة من هؤلاء الأشخاص. فالأشخاص مدمنو الحديث بالطَّبع يفضَِلون الكلام كثيرََا ولكن بشكل يختلف جدََّا عن الطّبيعيّ أو يتَفَوَّهونَ بأمور ليست ذات أهميّةِِ للشخص المُستَمِع. ومدمنو الحديث يتكلمون بشكل أكثر، يَطغَونَ على المحادثة، ويصعب إسكاتهم أو تهدئتهم مقارنةََ بالآخرين. بالإضافة إلى أنهم يميلون إلى الجدال ولديهم موقِف إيجابيّ فيما يتعلّق بالتواصل مع الآخرين. كما وُجِدَ أن الميل لإدمان الحديث أكثر شيوعََا في بنية الشَّخصيّة المُنبسطة الذُّهانية العُصابية، ومدمنو الحديثِ لا يكونون خجولين على الإطلاق.

## مقياس إدمان الحديث
في عام 1993 وضع الباحثان جيمس ماكروسكي وفيرجينيا ريتشموند مقياسََا لإدمان الحديث، على نظام مقياس ليكرت، حتى يساعد على تحديد مدمني الحديث. فالحصول على درجة 40 أو أكثر، أي وجود انحرافين معياريين عن المعدل الطبيعي، يدل على كَونِ الشخص مدمنََا للحديث.

### التشابه الثقافي
في دراسة تمَّت عام 1995 على 811 طالب جامعي في الولايات المتَّحدة الأمريكية وُجِدَ أن 5.2% منهم يعانون من إدمان الحديث، وفي دراسة مشابهة في ذات السنة تمّ اجراؤها في نيوزيلندا، تمَّ الحصول على نفس النتائج، بحَيث أن 4.7% من الأشخاص الذين أجريت عليهم الدراسة حصلوا على درجة أعلى من 40.

## الآثار والتدابير
فرطُ الحديث قد يؤدي إلى ابتعاد الناس شيئََا فشيئََا عن مدمن الحديث، مما قد يؤدي في النهاية إلى جعله معزولََا وبلا أيِّ دعم اجتماعي، فمثلََا مقاطعة الكلام، وهي من الأفعال التي يمكن أن تصدر من مدمن الحديث، قد توحي بقلة الاحترام للأشخاص الآخرين.
تبعََا لإليزابيث واجيل (Elizabeth Wagele) وهي كاتبةٌ لمجموعةِِ من أكثر الكتب مبيعََا في مجال أنواع الشخصيات، إنَّ هناك طرقََا مختلفةََ للتعامل مع مدمني الحديث. بعض أساليب المواجهة تشمل تغيير جوهرالمحادثة، إبعاد مدمن الحديث عن مِحوَر الاهتمام، ترك المحادثة، أو خَلقُ المُشَتتِّات.

## انظر أيضََا
- الكذب المرضي
- السلوك القهري
- المحادثة

## قراءات إضافية
كتب
- Axsom JR Compulsive Talkers: Perceptions of Over Talkers Within the Workplace (2006)
- Brians P How to overcome compulsive talking (1987)

مقالات أكاديمية
- Bostrom RN, Harrington NG An exploratory investigation of characteristics of compulsive talkers Communication Education Volume 48 Issue 1 Pages 73–80 (1999)
- Bostrom R, Grant N, Davis W Characteristics of compulsive talkers: A preliminary investigation - Paper presented at the annual meeting of the International Communication Association (1990)

## روابط خارجية
http://www.as.wvu.edu/~richmond/measures/talkaholic.pdf :Talkaholic Scale (TAS)